# Nicole Le Peih
Nicole Le Peih (ur. 28 września 1959 r. w Pontivy) – francuska polityk reprezentująca partię La République En Marche! W wyborach parlamentarnych w czerwcu 2017 r. została wybrana do francuskiego Zgromadzenia Narodowego, w którym reprezentuje departament Morbihan.